# Gedongmulyo
Gedongmulyo is een bestuurslaag in het regentschap Rembang van de provincie Midden-Java, Indonesië. Gedongmulyo telt 4287 inwoners (volkstelling 2010).